# Apaidia rufeola
Apaidia rufeola är en fjärilsart som beskrevs av Jules Pièrre Rambur 1832. Apaidia rufeola ingår i släktet Apaidia och familjen björnspinnare. Inga underarter finns listade i Catalogue of Life.